# فرانكو تورناسكيولي
فرانكو تورناسكيولي (24 أغسطس 1990 بسالتو في الأوروغواي - ) هو لاعب كرة قدم إيطالي وأوروغواني في مركز حراسة المرمى. لعب مع نادي باتشوكا ونادي دانوبيو وبوسطن ريفر وMineros de Zacatecas ‏.

## روابط خارجية
- فرانكو تورناسكيولي على موقع إي إس بي إن إف سي (الإنجليزية)
- فرانكو تورناسكيولي على موقع قاعدة بيانات كرة القدم.إي يو (الإنجليزية)
- فرانكو تورناسكيولي على موقع Soccerway.com (الإنجليزية)
- فرانكو تورناسكيولي على موقع AS.com (الإسبانية)